# Велеградские конгрессы
Велеградские конгрессы — международные встречи, проходившие в 1907, 1909, 1911, 1924, 1927, 1932 и 1936 годах, посвящённые вопросам экуменического объединения христиан (прежде всего славянски народов). Проводились в городе Велеград (Чехия) — место захоронения святого Мефодия Солунского. В Велеградских конгрессах принимали участие католические и православные богословы, исследователи истории церкви и церковные деятели. Обсуждались вопросы объединения католических и православных церквей и связей между ними. Инициатор, соорганизатор и председатель первых трёх конгрессов — митрополит Андрей Шептицкий. В конгрессах участвовали украинские церковные иерархи Иософат Коциловский, Николай Чарнецкий, Дионисий Няради, Иосиф Слипый и другие. Официальным языком являлся латинский, на нём публиковались материалы конгрессов и печатался богословский журнал «Slavorum literae theologicae».